# カレー揚げパイ
カレー揚げパイ（カレーあげパイ）はマレーシア、ブルネイ、タイ、シンガポールで人気の食べ物の一つである。カレー揚げパイには、中に入れられる具によりさまざまな味がある。カレー揚げパイの主な材料は肉とジャガイモである。カレー揚げパイの具としてはジャガイモがよく用いられるが、サツマイモが使われることもある。カレー揚げパイの名称はその具により異なり、味付けにはカレー粉が使われる。現在ではカレー揚げパイの具の味付けにブラックペッパーが使われることもある。カレー揚げパイの具に魚が使われているものはトゥモサ（temosa）として知られる。
ジョホール州では、カレー揚げパイはエポエポという名前でより知られる。英語ではカレーパフ（curry puff）と呼ばれているが、カレーパフの形は必ずしもカレー揚げパイのようではない。また、カレー揚げパイとカレーパフは皮の作り方の面でも異なる。 カレー揚げパイの上部の模様のような折り目はひだ（マレー語：クリム [kelim]）と呼ばれる。
インドネシアでは、カレー揚げパイのようなお菓子はパステルと呼ばれ、その中にはビーフン、野菜、肉が入っている。 パステルという名前はポルトガル語に由来する 。 サバ州では、ビーフン入りのカレー揚げパイはパスティルとも呼ばれる。
カレー揚げパイは、公的あるいは私的な会議の際に出される食べ物によく選ばれる。 通常、コーヒーやホットティーが一緒に出される。

## カレー揚げパイの種類

### ビーフカレー揚げパイ
ビーフカレー揚げパイは牛肉とジャガイモが具のカレー揚げパイである。 この種のカレー揚げパイは、マレーシアで最も広く作られている。 ビーフカレー揚げパイは、ジャガイモのカレー揚げパイと皮は同じである。 

### チキンカレー揚げパイ
チキンカレー揚げパイの具は鶏肉とジャガイモである。 カレー粉調味料は鶏肉とよく合う。 チキンカレー揚げパイは朝食や午後のおやつ時によく食べられる。

### トゥモサ／フィッシュカレー揚げパイ

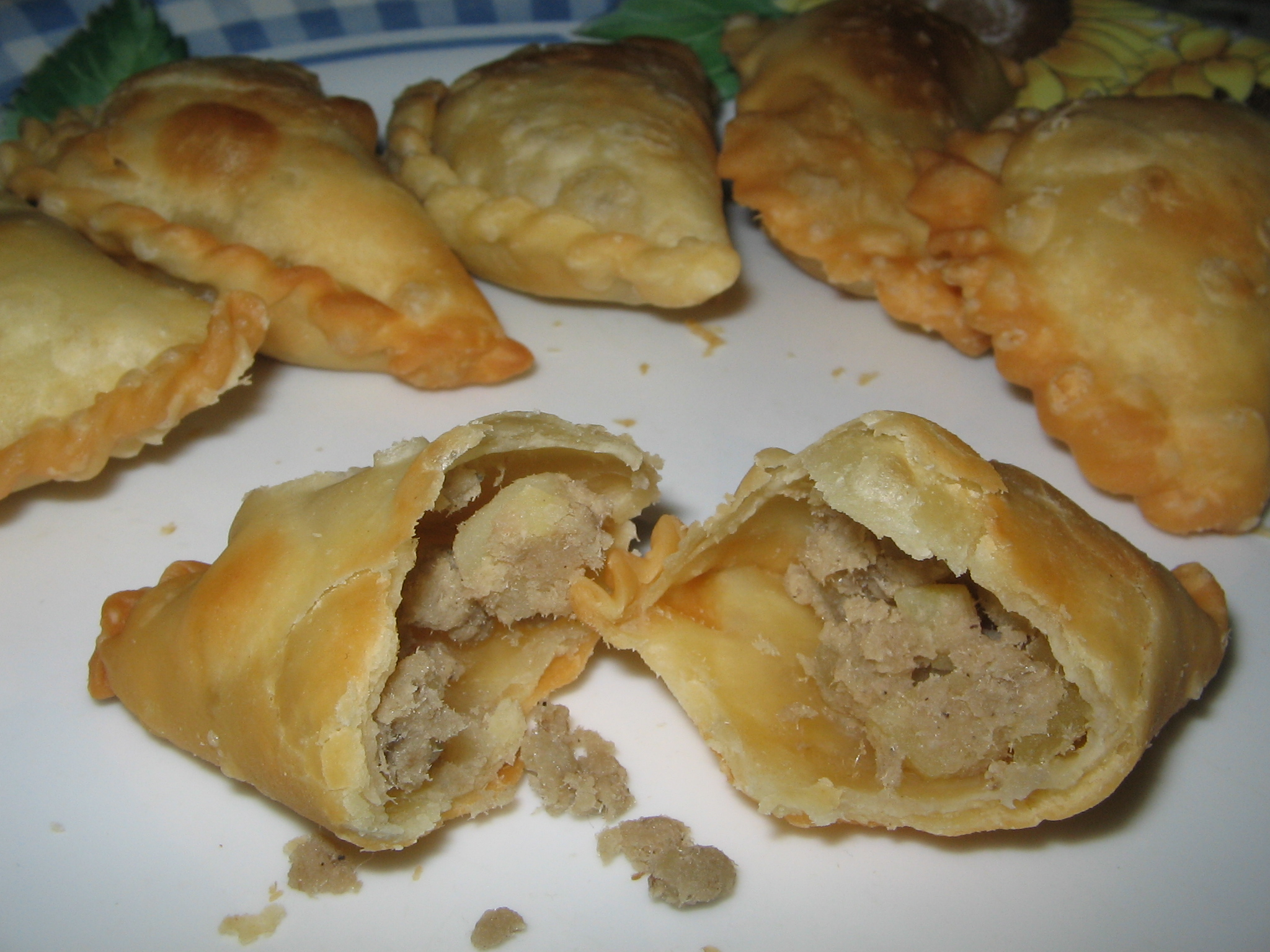
魚のサンバルが入ったトゥモサ

トゥモサまたは別名フィッシュカレー揚げパイは、他のカレー揚げパイと同じ方法で作られ、基本的な具は、カリッとするまで揚げた魚、タマネギ、そして青いココナッツである。 味はより脂っぽく、辛くない。東海岸、パハン州、トレンガヌ州、クランタン州で有名である。

### イワシカレー揚げパイ
イワシカレー揚げパイは、缶詰のイワシを具とするが、マレーシアではイワシカレー揚げパイを作る時によく使われるイワシの缶詰がある。イワシカレー揚げパイの皮は、ジャガイモのカレー揚げパイやビーフカレー揚げパイと同じである。イワシカレー揚げパイは、そのほとんどが通常の半月状ではなく、細長かったり丸い形で作られていることにより、見分けられる。

### くるくるカレー揚げパイ
くるくるカレー揚げパイという名称は、その皮の形状に由来する。くるくるカレー揚げパイの皮は何層にも巻かれていて、その模様は美しく、食べるとパリッとしている。 また、くるくるカレー揚げパイの皮は他のカレー揚げパイの皮よりパリッとしている。 具はサツマイモまたはジャガイモで、味付けにはカレー粉が使われる。

### ミニカレー揚げパイ
ミニカレー揚げパイは他のカレー揚げパイより小ぶりである。ミニカレー揚げパイのほとんどは、魚のスルンデンが入っている。 ミニカレー揚げパイは、マレーシアのムスリムコミュニティの祝祭であるハリラヤの時期に客人に提供されるお菓子の一つでもある。